# 흥덕면
흥덕면(興德面)은 대한민국 전북특별자치도 고창군의 면이다.

## 역사
백제 때 상칠현(上柒縣)이었는데 신라의 통일 이후 고부군(古阜郡) 상질현(尙質縣)으로 이름을 고쳤다. 고려 때는 창덕현(昌德縣)으로 이름을 고쳤다가 1298년(충렬왕 24년)에 흥덕현으로 고쳤다. 1895년 흥덕군으로 이름을 바꾸었다가 1914년 고창군에 통폐합되었다.

## 행정 구역

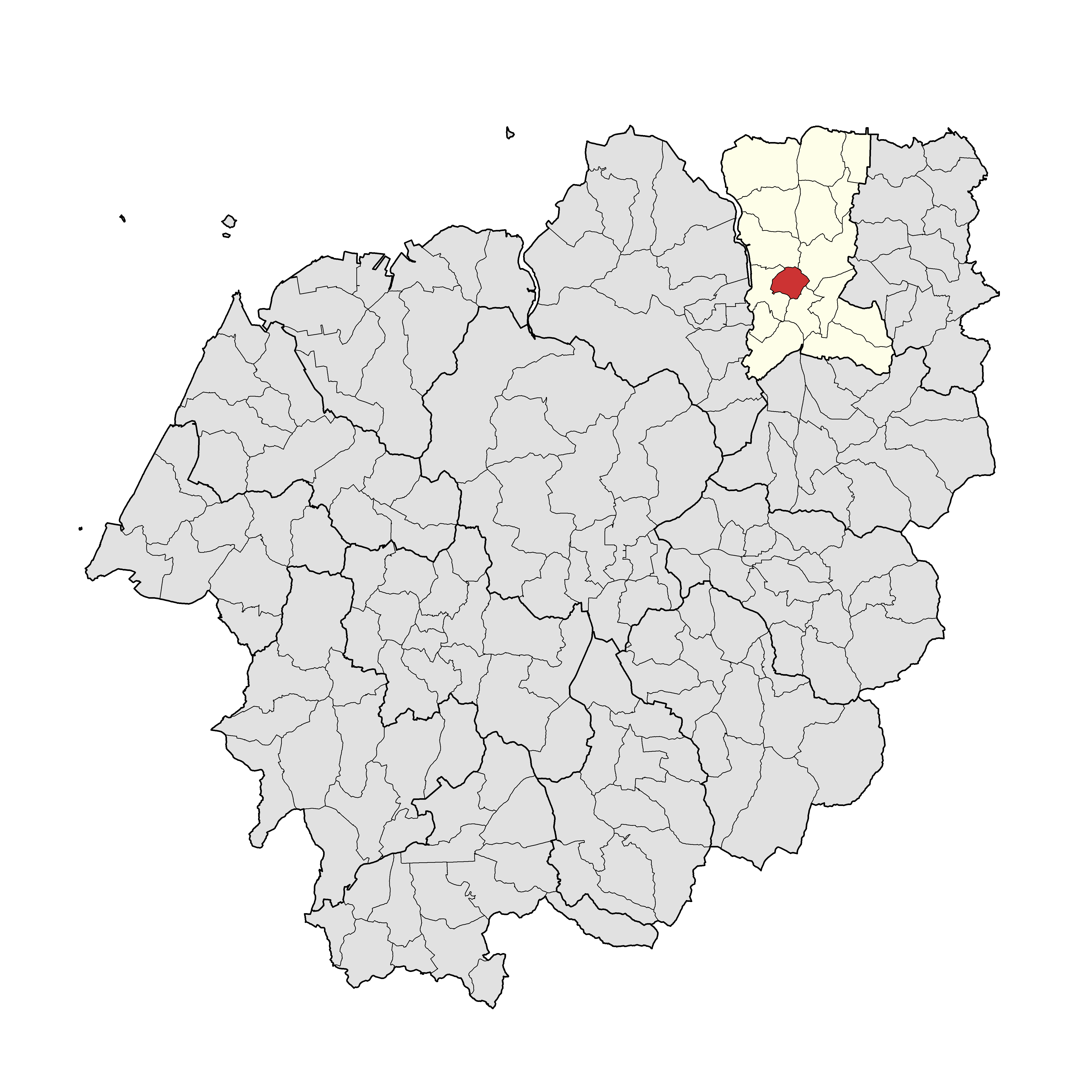
교운리
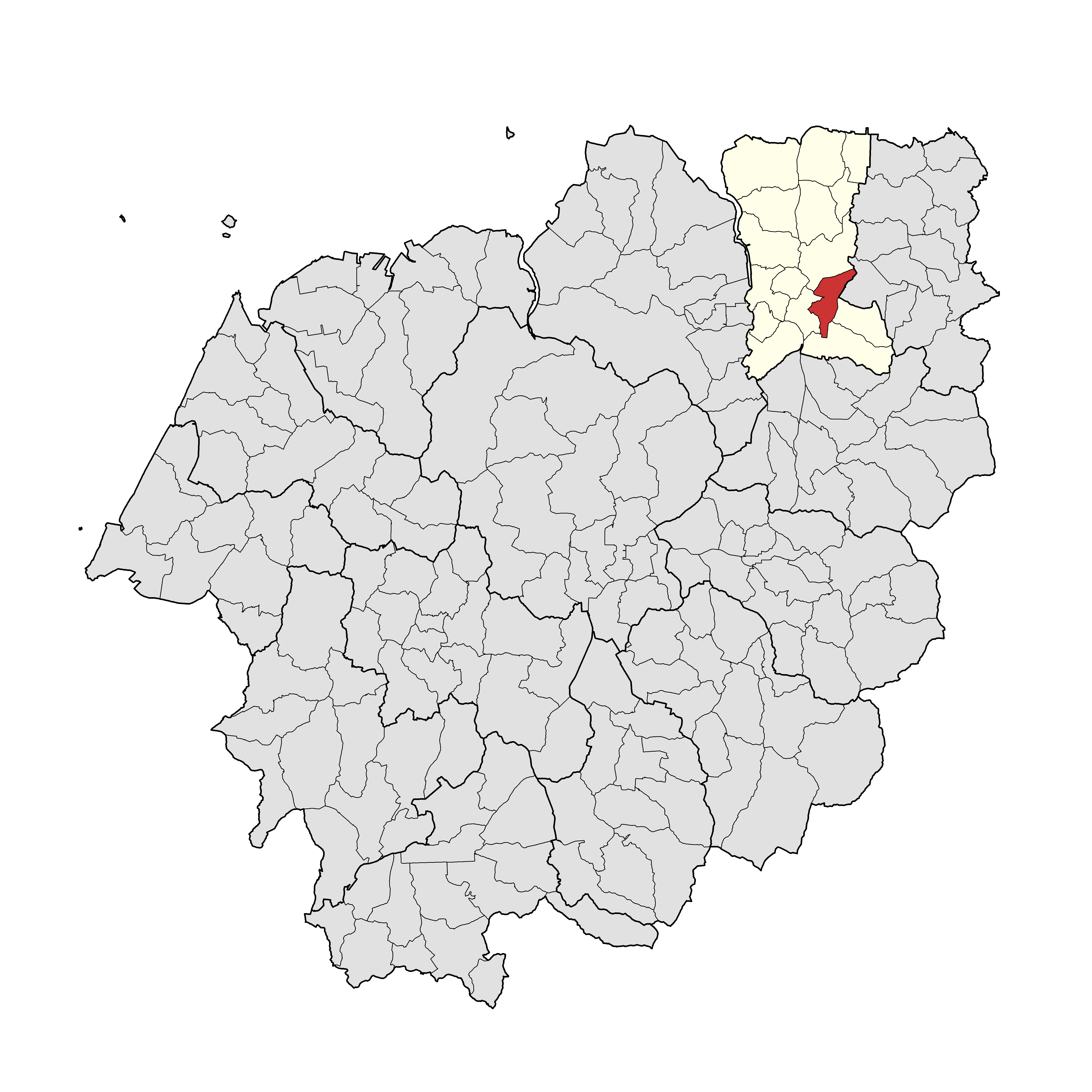
동사리
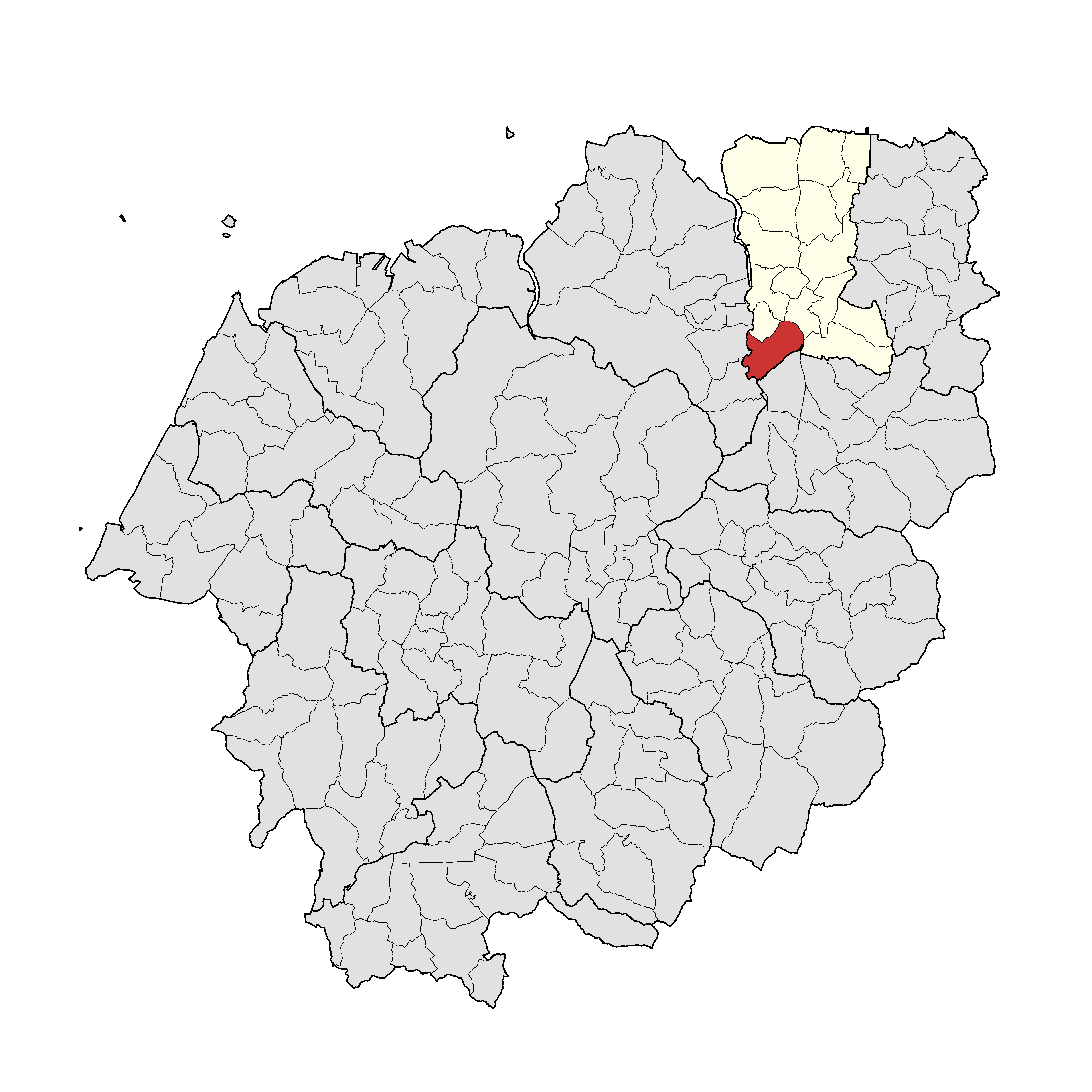
사천리
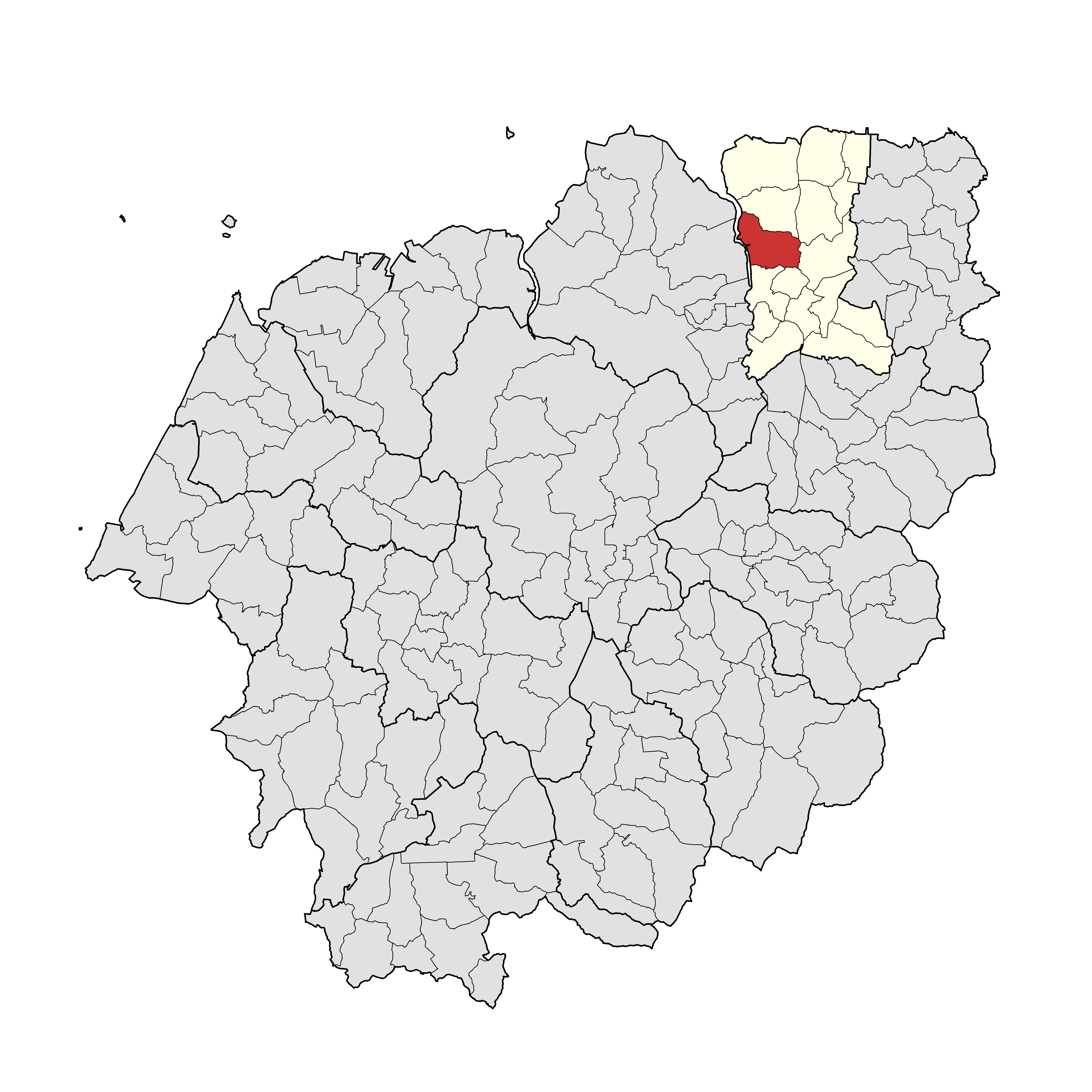
사포리
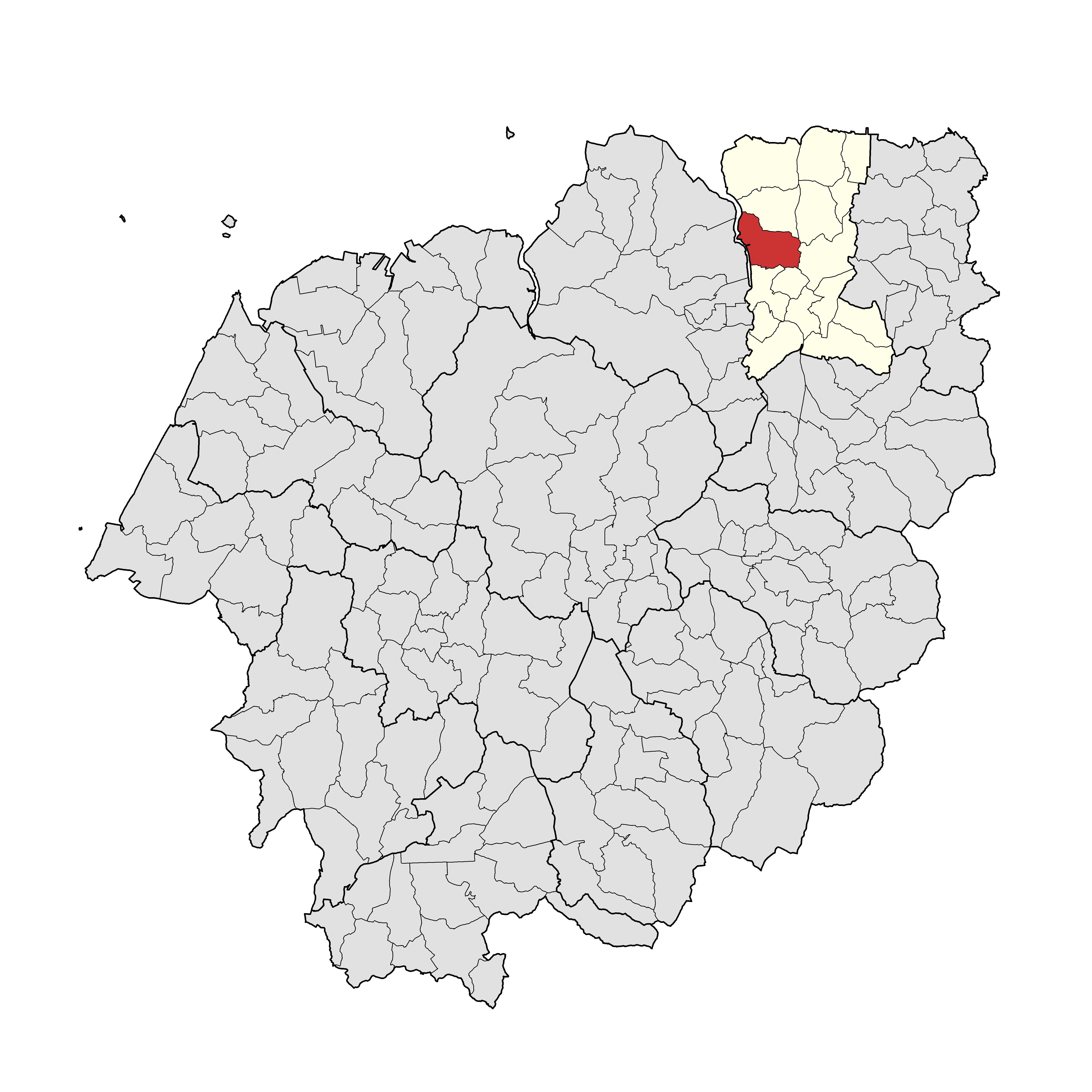
석교리
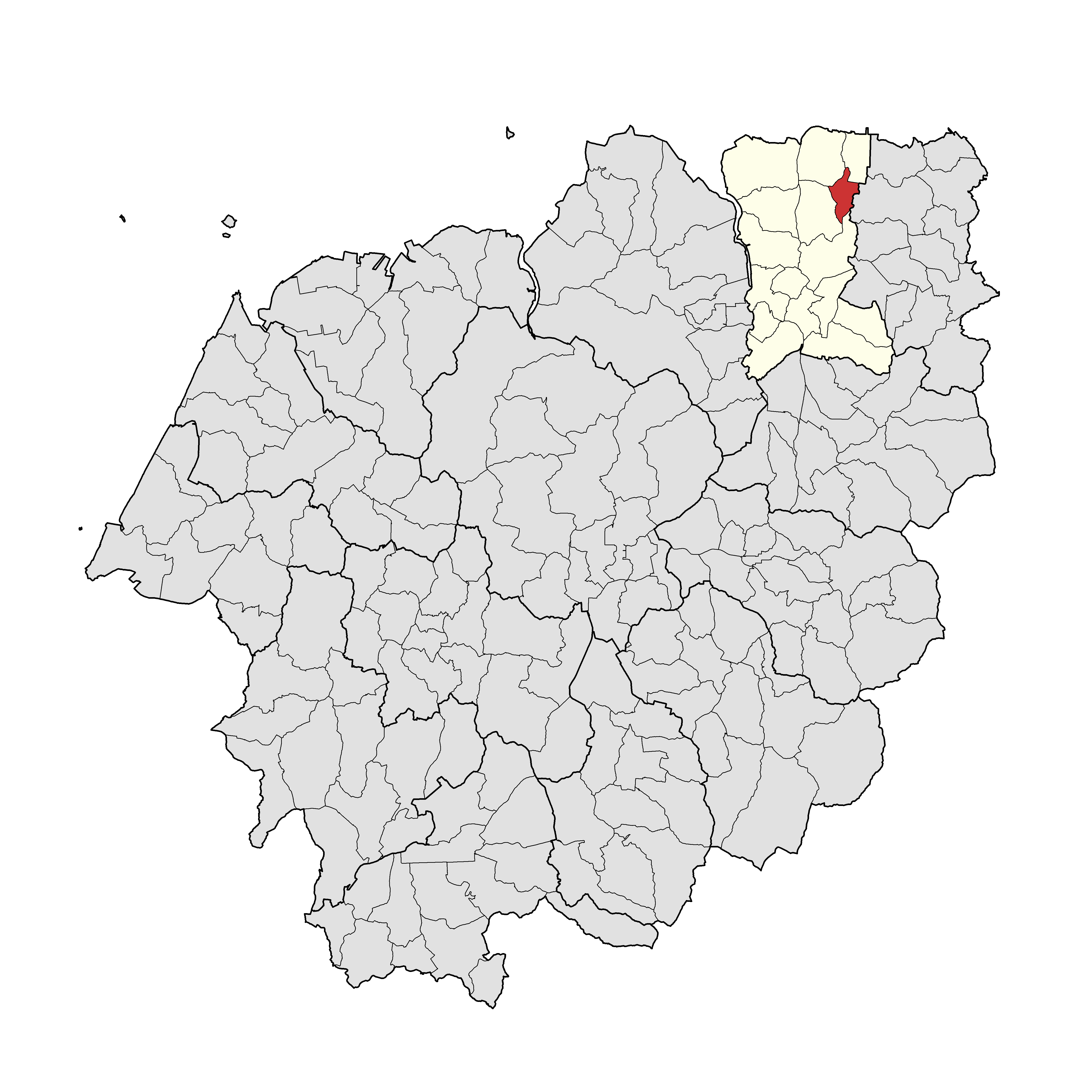
석우리
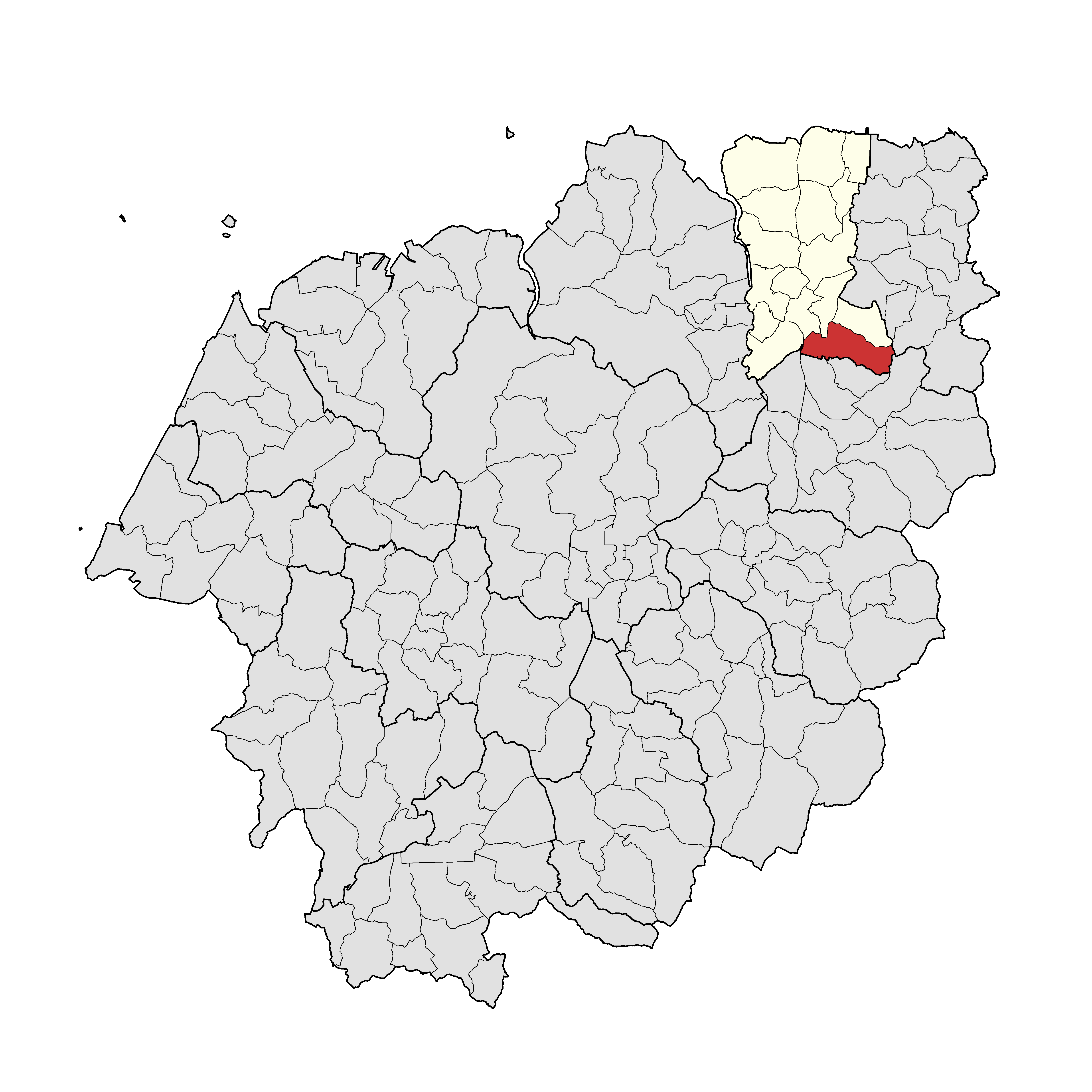
송암리
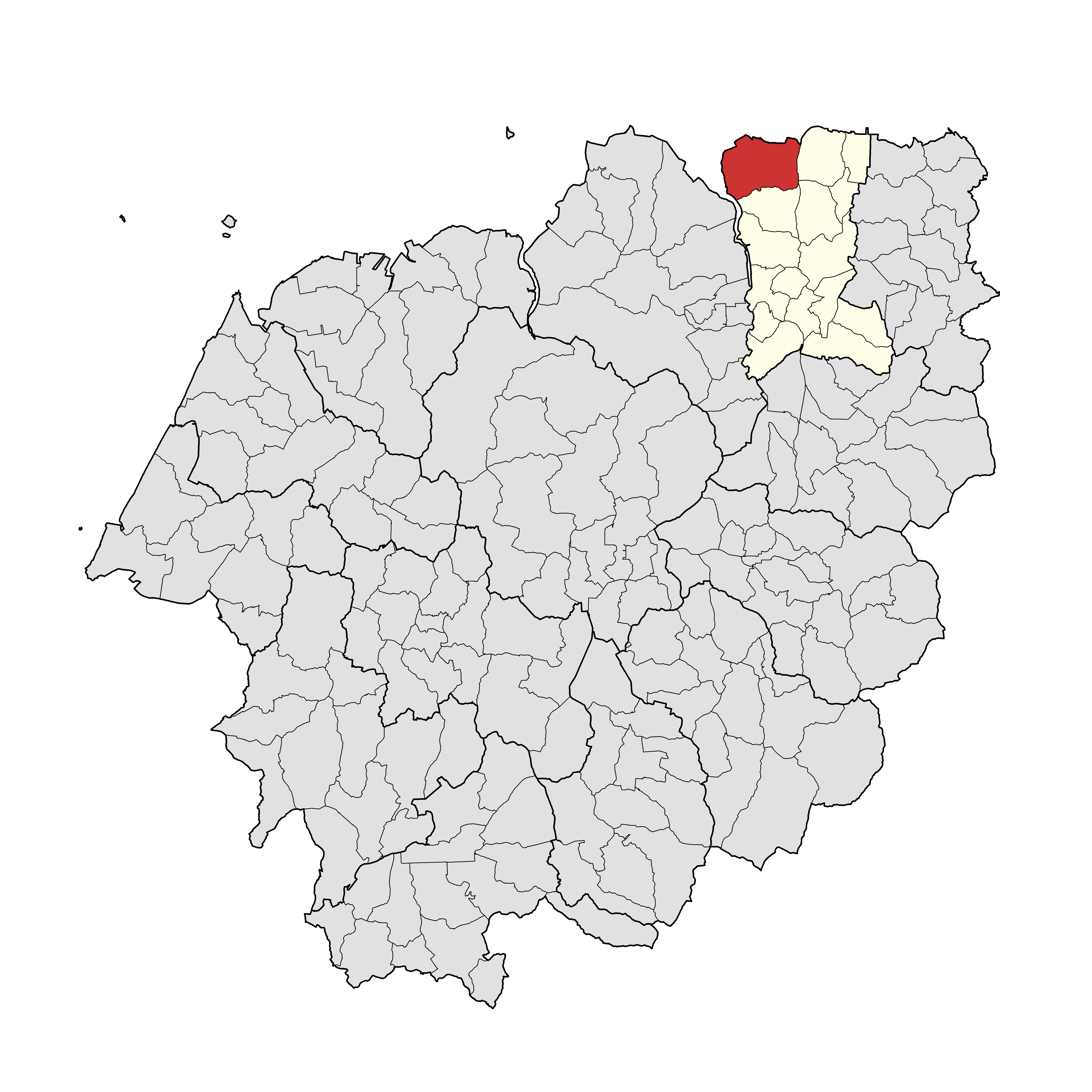
신덕리
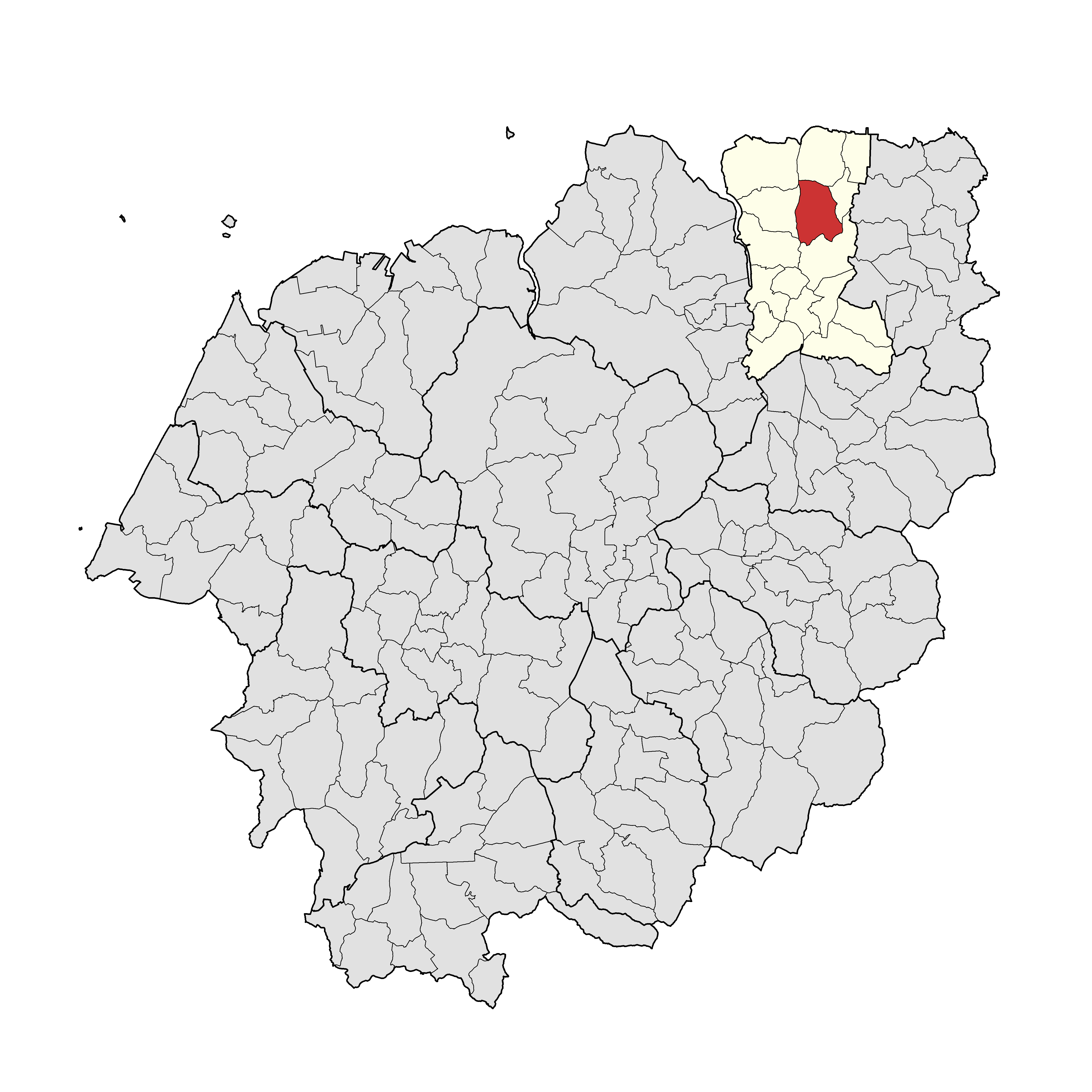
신송리
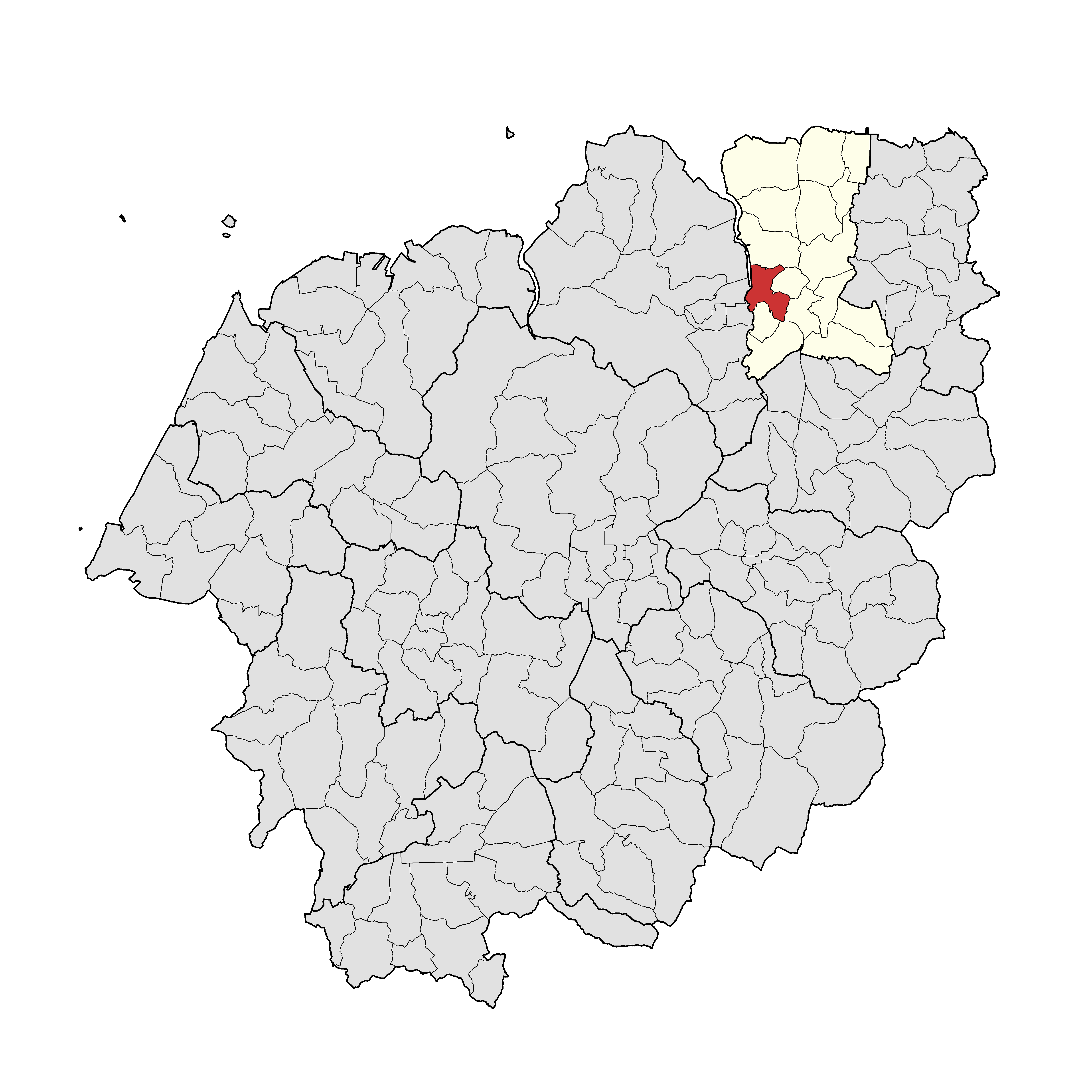
오호리
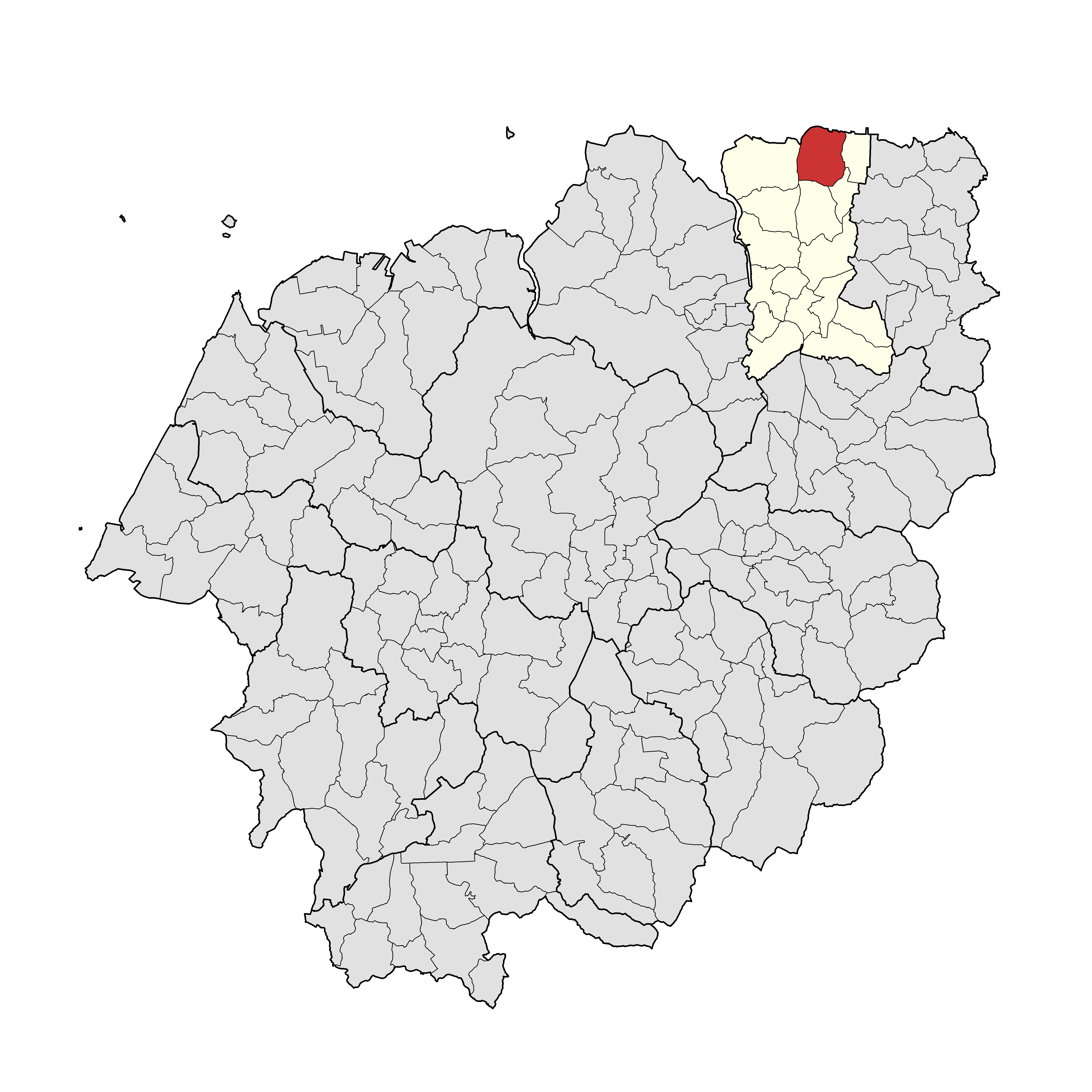
용반리
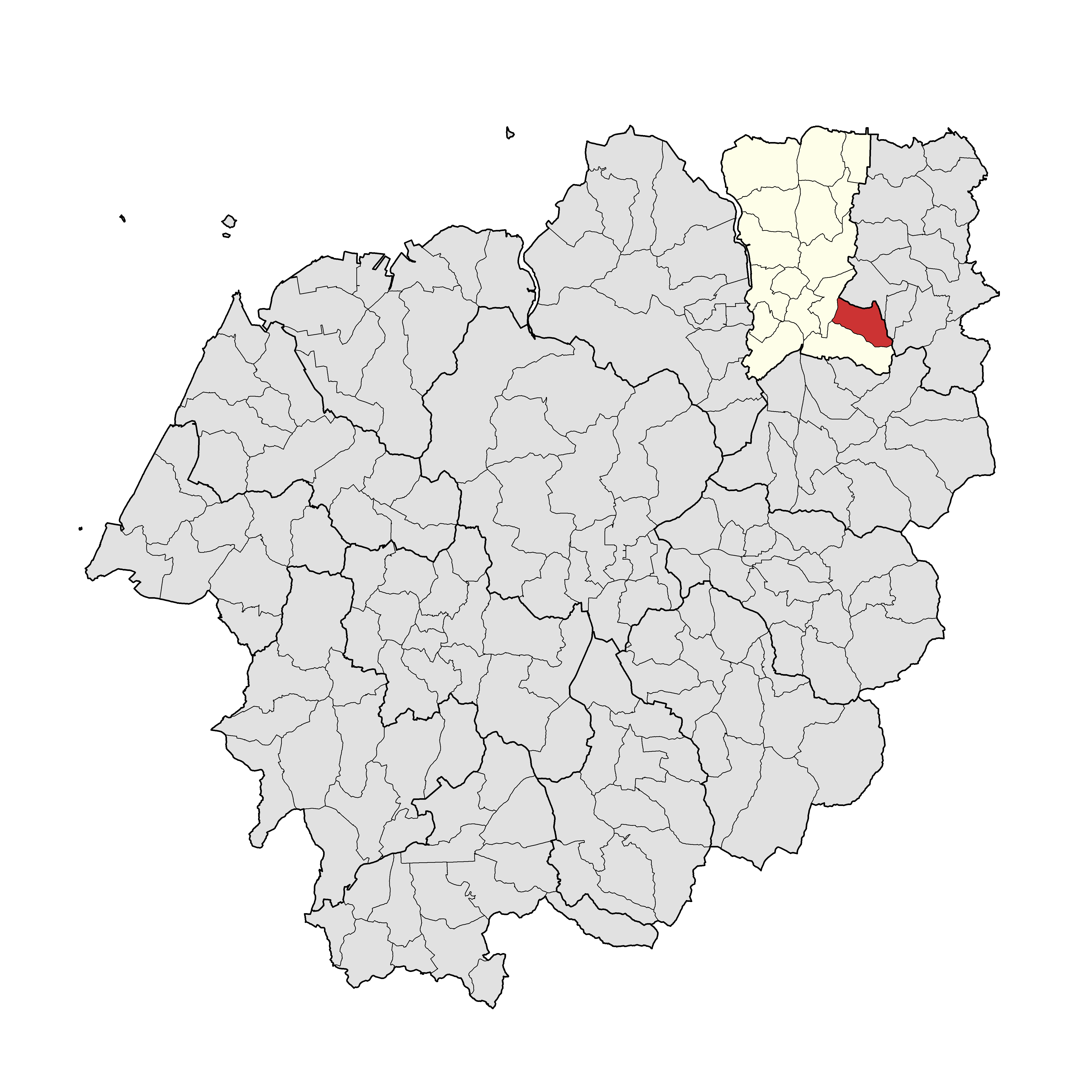
제하리
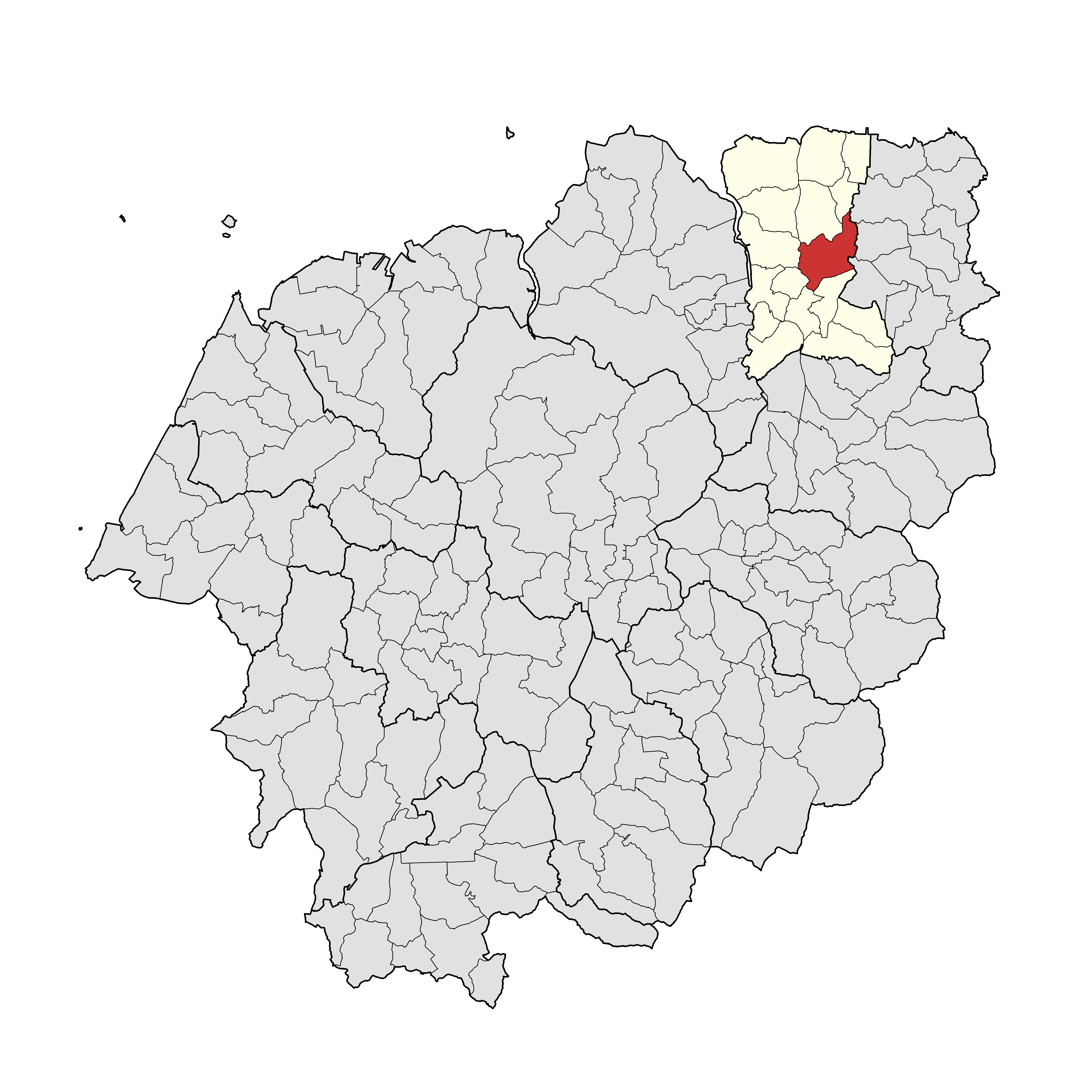
치룡리
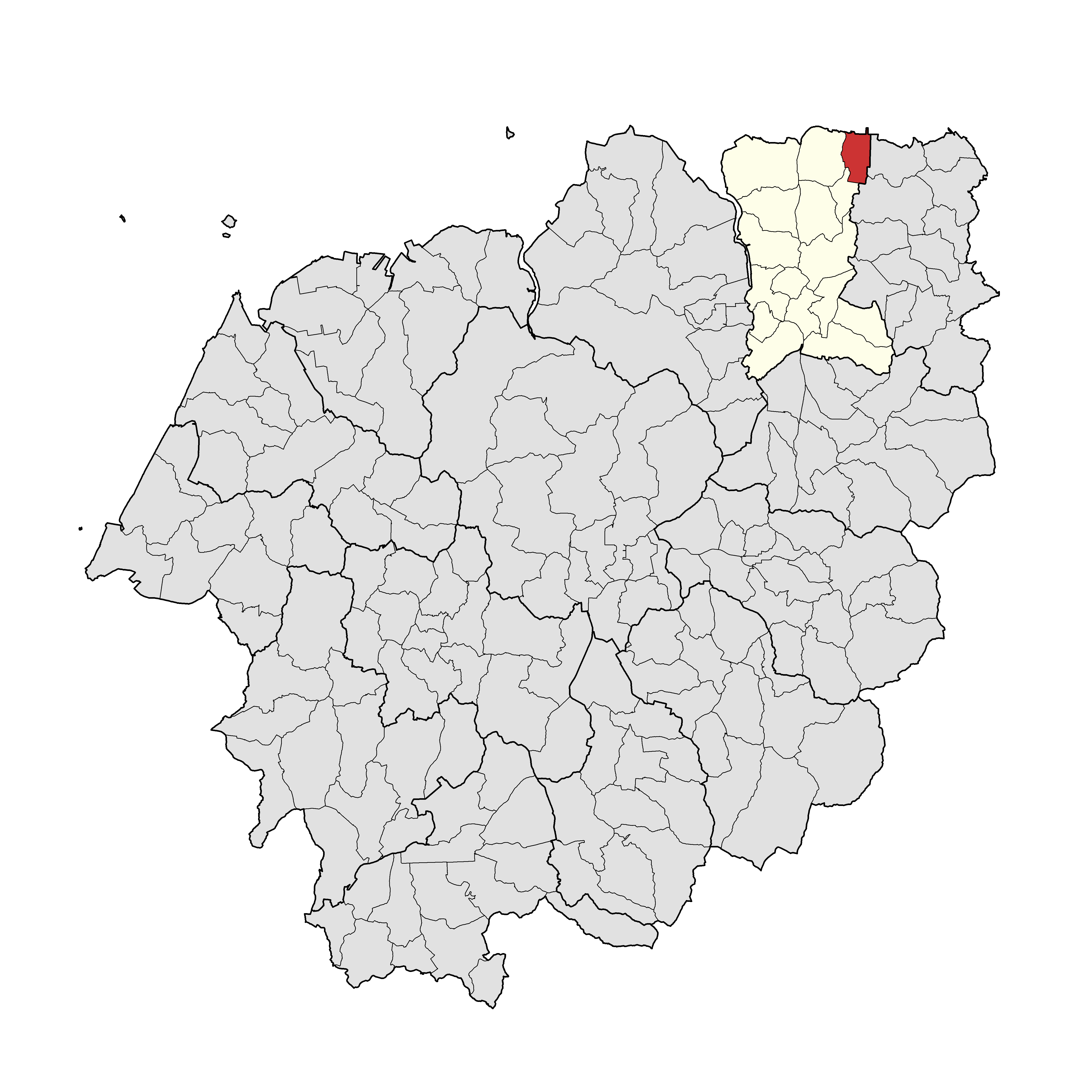
하남리
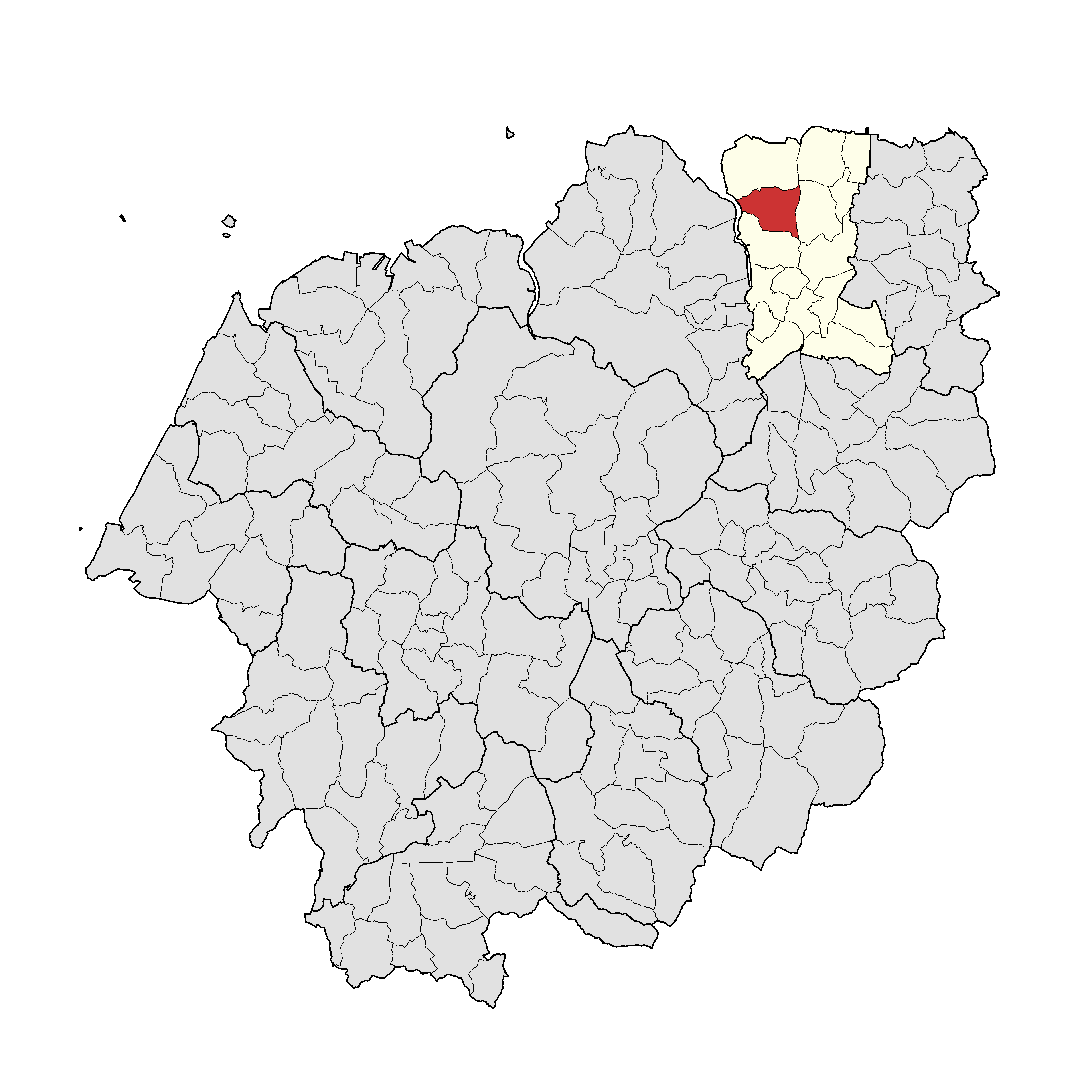
후포리
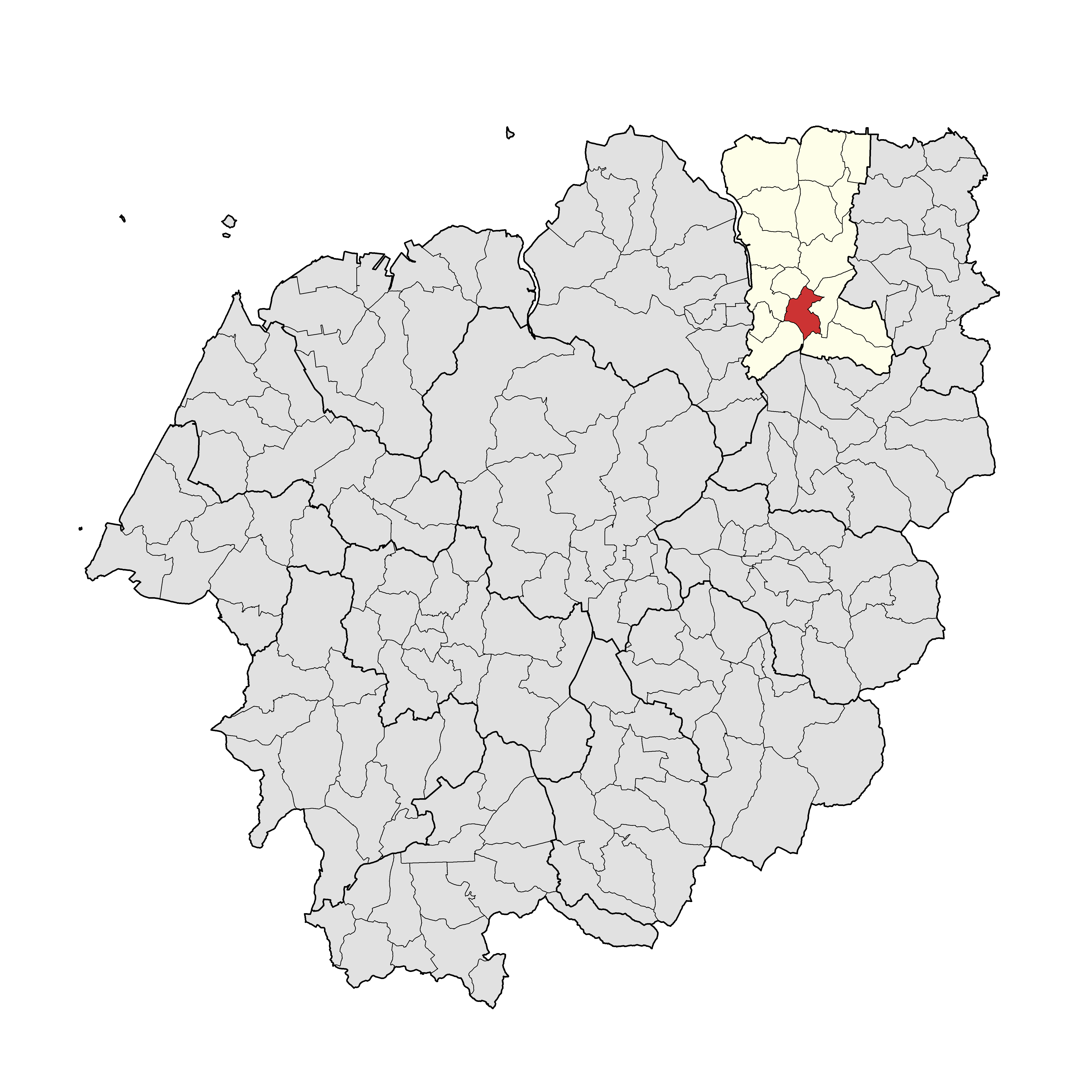
흥덕리

## 참고 문헌
- 세종실록지리지, 전라도 나주목 흥덕현

## 교육
- 흥덕초등학교
- 후포초등학교 (폐교) - 전라북도 고창군 흥덕면 후포후동길 14-20 (후포리)
- 흥덕중학교
- 고창북고등학교